# Vittorio Porta
Vittorio Porta es un deportista italiano que compitió en vela en la clase Flying Dutchman. Ganó una medalla de plata en el Campeonato Mundial de Flying Dutchman de 1958 y una medalla de oro en el Campeonato Europeo de Flying Dutchman de 1956.

## Palmarés internacional
| Campeonato Mundial | Campeonato Mundial | Campeonato Mundial | Campeonato Mundial |
| Año                | Lugar              | Medalla            | Clase              |
| ------------------ | ------------------ | ------------------ | ------------------ |
| 1958               | Attersee (Austria) | Medalla de plata   | Flying Dutchman    |
| Campeonato Europeo |                    |                    |                    |
| Año                | Lugar              | Medalla            | Clase              |
| 1956               | ND                 | Medalla de oro     | Flying Dutchman    |